# Біоактивність водойм
Біоактивність водойм — інтенсивність процесів круговороту речовин у водоймі, здійснюваного живими організмами. Питома біологічна активність (Axle, 1958) визначається як сума кінетичної енергії, яка переходить в потенційну, і потенційної енергії, яка переходить у кінетичну, за одиницю часу в одиниці простору.

## Ресурси Інтернету
- Дедю И. И. Экологический энциклопедический словарь. — Кишинев, 1989 [Архівовано 24 жовтня 2016 у Wayback Machine.]
- Словарь ботанических терминов / Под общ. ред. И. А. Дудки. — Киев, Наук. Думка, 1984 [Архівовано 31 жовтня 2016 у Wayback Machine.]
- Англо-русский биологический словарь (online версия) [Архівовано 6 листопада 2016 у Wayback Machine.]
- Англо-русский научный словарь (online версия) [Архівовано 21 жовтня 2016 у Wayback Machine.]